# Pachylia insularis
Pachylia insularis är en fjärilsart som beskrevs av Rothschild och Jordan 1903. Pachylia insularis ingår i släktet Pachylia och familjen svärmare. Inga underarter finns listade i Catalogue of Life.